# Sociología de la cultura

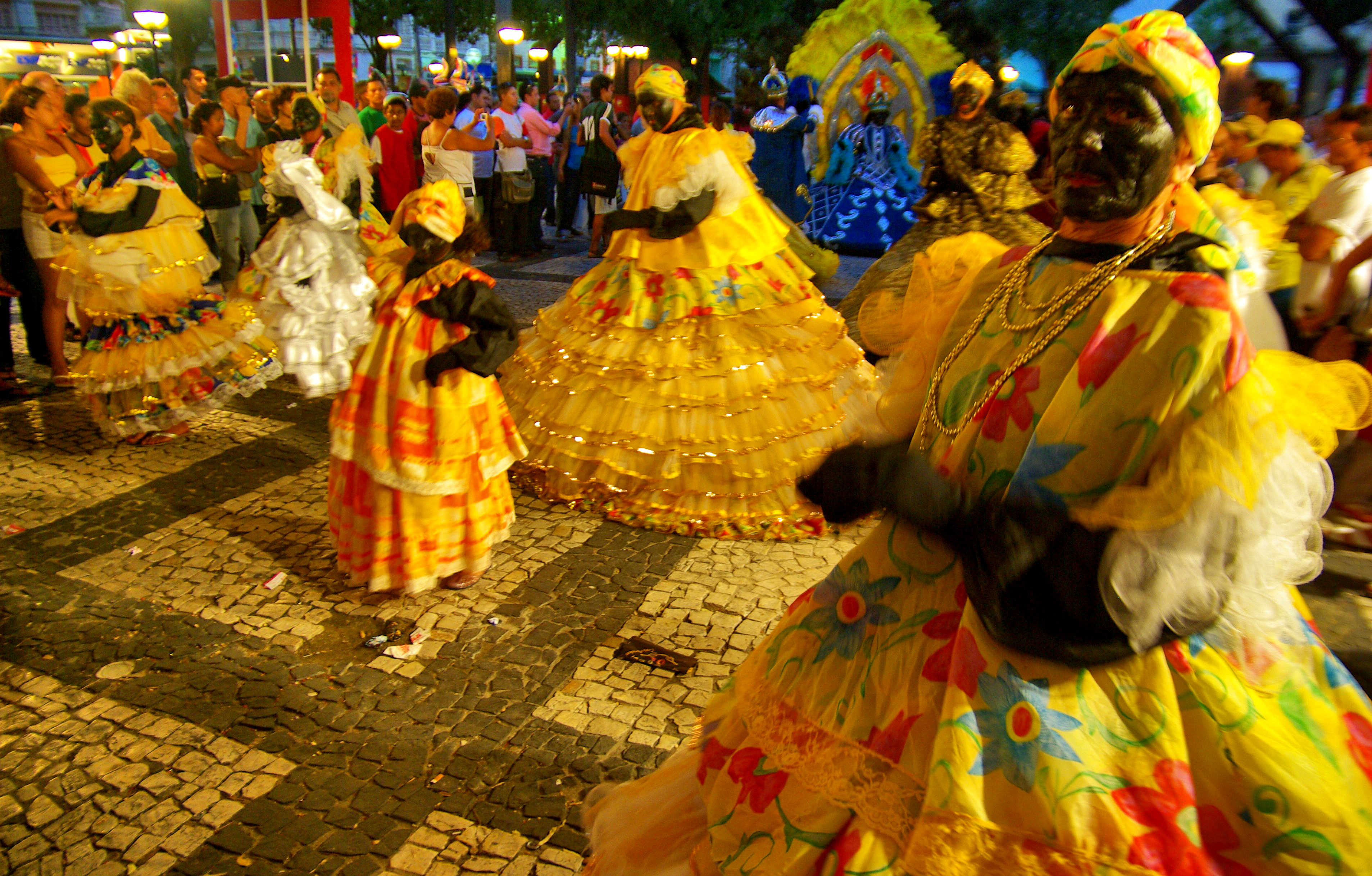
Celebración cultural en Fortaleza (Ceará).

La sociología de la cultura es el estudio de los saberes, costumbres y experiencias que retratan el comportamiento de los individuos que viven en comunidad, a lo largo del tiempo. Es así que la sociología de la cultura analiza el desarrollo intelectual que da identidad a un grupo de individuos. Ello, según su contexto histórico, ubicación geográfica, filosofía, tradiciones, usos y forma de comunicarse.
Es un área de sociología dedicada al análisis sistemático de la cultura, entendida habitualmente como el conjunto de códigos simbólicos utilizados por los miembros de una sociedad, tal como se manifiestan socialmente. Para Georg Simmel, la cultura se refiere al "cultivo de los individuos, a través de su agencia, de las formas externas que se han objetivado en el curso de la historia". La cultura en el campo sociológico se analiza como las formas de pensar y concebir el mundo, las formas de actuar, y los objetos materiales que, en su conjunto, dan forma al modo de vida de un colectivo.

## Importancia del estudio de la sociología de la cultura.
Con parte de la sociología de la cultura, existen distintos ejemplos que muestran su importancia, por la forma que influye en los individuos. Ahora a continuación mencionare algunos
- Aculturación: Se presenta cuando un grupo de individuos se encuentra en un proceso de recepción de una cultura distinta a la propia, lo que requiere toda una adaptación. Esto puede ser desde una palabra en el lenguaje, hasta casos en las que cambia por completo las costumbres de origen. Un ejemplo de ello fue en su momento la colonización. Otro caso en el que se muestra una aculturación es la adopción de prácticas distintas a las de la cultura de origen es el de la globalización, que con motivo de intercambios comerciales se ha provocado.[4]
- Choque cultural o shock cultural: Se presenta cuando un individuo cambia su lugar de residencia y debe adaptarse a una nueva región. Es posible que experimente en un principio emoción por algo distinto, pero también ansiedad, frustración y añoranza. En especial si la cultura de origen y la nueva son muy distintas entre sí. El proceso de adaptación depende las circunstancias en las que se dio el cambio de residencia.[4]
- Contracultura: Se presenta cuando una minoría social se revela a una cultura dominante y el desafío que emprenden se refleja en su vestimenta, lenguaje verbal, expresiones artísticas, actitudes, ideas políticas, exhibición pública de sus opiniones en relación con algún acto. Ejemplos de ellos han sido los movimientos que se han manifestado contra las guerras, la defensa de los derechos de género, libertad de expresión, movimientos ambientalistas, etc.[4]
- Multiculturalidad: Se da ante la coexistencia de varias culturas en un mismo espacio geográfico. Esta convivencia reconoce la diversidad cultural en todos los aspectos de la sociedad con tolerancia, sin prejuicios, ni estereotipos.  Aunque esto no implica que exista una mezcla entre culturas.[4]
- Interculturalidad: Se presenta cuando coexisten dos o más culturas y existe intercambio cultural entre dos o más grupos.[4]

Es por lo anterior que la sociología de la cultura brinda herramientas teóricas y analíticas para lograr interpretar costumbres, tradiciones o saberes. Esto es particularmente importante teniendo en cuenta que los valores culturales son fundamentales para la organización de las relaciones sociales.

## Herramientas de la sociología de la cultura
La sociología de la cultura se apoya de varios ejes, tales como:
- Teórico: Estudio de grupos concretos.
- Heurístico: Análisis sobre los aspectos que mantienen unido a un grupo social.
- Axiológico: Examinar la forma en que se construyen los procesos que dan identidad a diferentes grupos sociales.[1]

## Desarrollo
La sociología cultural surgió por primera vez en Weimar, Alemania, donde sociólogos como Alfred Weber utilizaron el término Kultursoziologie.(sociología cultural). La sociología cultural se "reinventó" entonces en el mundo de habla inglesa como producto del "giro cultural" de la década de 1960, que marcó el comienzo de enfoques estructuralistas y posmodernos de las ciencias sociales. Este tipo de sociología cultural puede considerarse vagamente como un enfoque que incorpora el análisis cultural y la teoría crítica. Al comienzo del giro cultural, los sociólogos tendían a utilizar métodos cualitativos y enfoques hermenéuticos para investigar, centrándose en significados, palabras, artefactos y símbolos. Desde entonces, "cultura" se ha convertido en un concepto importante en muchas ramas de la sociología, incluidos subcampos históricamente cuantitativos y basados en modelos, como la estratificación social y el análisis de redes sociales.

## Los primeros investigadores
La sociología de la cultura surgió de la intersección entre la sociología, moldeada por los primeros teóricos como Marx, Durkheim y Weber, y la antropología, donde los investigadores fueron pioneros en estrategias etnográficas para describir y analizar una variedad de culturas en todo el mundo. Parte del legado del desarrollo temprano del campo todavía se siente en los métodos (gran parte de la investigación sociológica cultural es cualitativa), en las teorías (una variedad de enfoques críticos de la sociología son fundamentales para las comunidades de investigación actuales) y el enfoque sustantivo del campo.. Por ejemplo, las relaciones entre la cultura popular, el control político y la clase social fueron preocupaciones tempranas y duraderas en el campo.

### Karl Marx
Como uno de los principales contribuyentes a la teoría del conflicto, Marx argumentó que la cultura servía para justificar la desigualdad. La clase dominante, o la burguesía, produce una cultura que promueve sus intereses, mientras reprime los intereses del proletariado. Su frase más famosa en este sentido es que "La religión es el opio del pueblo". Marx creía que el "motor de la historia" era la lucha entre grupos de personas con intereses económicos divergentes y, por lo tanto, la economía determinaba la superestructura cultural de valores e ideologías. Por esta razón, Marx es considerado un materialista ya que cree que lo económico (material) produce lo cultural (ideal), lo que "pone de cabeza a Hegel", quien argumentó que el ideal produjo el material.

### Emile Durkheim
Durkheim creía que la cultura tiene muchas relaciones con la sociedad, que incluyen:
- Lógico: el poder sobre los individuos pertenece a ciertas categorías culturales y creencias como en Dios.
- Funcional: ciertos ritos y mitos crean y construyen orden social al hacer que más personas creen creencias sólidas. Cuanto mayor sea el número de personas que crean firmemente en estos mitos, más se fortalecerá el orden social.
- Histórico: la cultura tuvo sus orígenes en la sociedad, y de esas experiencias surgió la evolución hacia cosas como los sistemas de clasificación.[5]

### Max Weber
Weber innovó la idea de un grupo de estatus como un cierto tipo de subcultura. Los grupos de estatus se basan en cosas tales como: raza, etnia, religión, región, ocupación, género, preferencia sexual, etc. Estos grupos viven un cierto estilo de vida basado en diferentes valores y normas. Son una cultura dentro de una cultura, de ahí la etiqueta de subcultura. Weber también planteó la idea de que las personas estaban motivadas por sus intereses materiales e ideales, que incluyen cosas como evitar que uno vaya al infierno. Weber también explica que las personas usan símbolos para expresar su espiritualidad, que los símbolos se usan para expresar el lado espiritual de los hechos reales y que los intereses ideales se derivan de los símbolos.

### Georg Simmel
Para Simmel, la cultura se refiere a "el cultivo de los individuos a través de la agencia de formas externas que se han objetivado en el curso de la historia". Simmel presentó sus análisis dentro de un contexto de "forma" y "contenido". Se puede ver el concepto sociológico y el análisis.

## Los elementos de la cultura
1. Símbolos: cualquier cosa que lleva un significado especial reconocido por las personas que comparten la misma cultura.[6]
2. Idioma: un sistema de símbolos que permite a las personas comunicarse entre sí.[6]
3. Valores: convenciones culturalmente definidas de deseabilidad, bondad, belleza y muchas otras cosas, que sirven como guías generales para la vida social.[6]
4. Creencias: declaraciones específicas que las personas toman por verdaderas.[6]
5. Normas: reglas y expectativas que guían el comportamiento de los miembros de una sociedad. Los dos tipos de normas son las mores y costumbres. Las mores son normas ampliamente observadas y que tienen un significado moral. Costumbres son normas de uso cotidiano, de interacción casual.[6]
6. Modos de comportamiento: la manera típica en la que la gente realiza la producción (por ejemplo, manual, fabricado, automatizado en diversos grados), se comunican (por ejemplo, idioma de los contenidos, las opciones de tecnología), marcan eventos significativos (por ejemplo, los rituales de los valores que respaldan y que marcan los pasos en la vida personal), satisfacen necesidades básicas (por ejemplo, para vivienda, alimentación, seguridad, sexo, reproducción,  entretenimiento), y similares.
7. Artefactos: objetos materiales distintos, como la arquitectura, tecnologías y creaciones artísticas.
8. Instituciones sociales: patrones de organización y relaciones en materia de gobierno, producción, socialización, educación, creación de conocimiento, artes, y en relación con otras culturas.